# Blue (Joni Mitchell-album)
Az 1971-es Blue Joni Mitchell negyedik nagylemeze. Az albumon az éneket zongora, gitár és cimbalom kíséri. Kritikusi és kereskedelmi siker lett: a Billboard 200-on a 15., a brit albumlistán a 3. helyig jutott. A Carey kislemez 93. lett a Billboard Hot 100 listán.
1999-ben került be az album a Grammy Hall of Fame-be. 2000-ben a Chart Minden idők 50 legjobb kanadai albuma listáján az első lett. Egy évvel később 14. a VH1 Minden idők 100 legjobb albuma listán. 2003-ban 30. lett a Rolling Stone magazin Minden idők 500 legjobb albuma listáján (ez a legmagasabb helyezés női előadó esetében). Szerepel az 1001 lemez, amit hallanod kell, mielőtt meghalsz című könyvben.
A világ egyik legjobb albumának tartják,[forrás?] noha mára a teljes feledésbe merült.

## Az album dalai
| 1. | All I Want   | Joni Mitchell | 3:32 |
| 2. | My Old Man   | Mitchell      | 3:33 |
| 3. | Little Green | Mitchell      | 3:25 |
| 4. | Carey        | Mitchell      | 3:00 |
| 5. | Blue         | Mitchell      | 3:00 |

| 1. | California                  | Mitchell | 3:48 |
| 2. | This Flight Tonight         | Mitchell | 2:50 |
| 3. | River                       | Mitchell | 4:00 |
| 4. | A Case of You               | Mitchell | 4:20 |
| 5. | The Last Time I Saw Richard | Mitchell | 4:13 |

## Közreműködők
- Joni Mitchell – cimbalom, gitár, zongora, ének
- Stephen Stills – basszusgitár és gitár a Carey-n
- James Taylor – gitár a California, All I Want, A Case of You dalokon
- Sneaky Pete Kleinow – pedal steel gitár a California, This Flight Tonight dalokon
- Russ Kunkel – dob a California, Carey, A Case of You dalokon

## Fordítás
Ez a szócikk részben vagy egészben a Blue (Joni Mitchell album) című angol Wikipédia-szócikk ezen változatának fordításán alapul.  Az eredeti cikk szerkesztőit annak laptörténete sorolja fel. Ez a jelzés csupán a megfogalmazás eredetét és a szerzői jogokat jelzi, nem szolgál a cikkben szereplő információk forrásmegjelöléseként.